# Szakonyfalu
Szakonyfalu là một thị trấn thuộc hạt Vas, Hungary. Thị trấn này có diện tích 11,19 km², dân số năm 2010 là 350 người, mật độ 31 người/km².